# Um fauno provocado por crianças
Um fauno provocado por crianças é uma escultura feita em mármore pelos artistas italianos Gian Lorenzo Bernini e seu pai Pietro Bernini. A obra foi feita em 1616 e 1617, quando Gian Lorenzo tinha aproximadamente dezoito anos de idade. A escultura encontra-se atualmente no Metropolitan Museum of Art, em Nova York.